# Antonio Domenico Gamberini
Antonio Domenico Gamberini (Imola, 31 de outubro de 1760 - Roma, 25 de abril de 1841) foi um cardeal e bispo católico italiano.

## Biografia
Nasceu em Imola em 31 de outubro de 1760, filho de Giovanni Agostino Gamberini, advogado e governador de Fontana, conde criado, e de sua esposa Margherita Zappi.
Sua formação ocorreu primeiro em Imola, onde recebeu de seu pai os primeiros rudimentos de direito; foi então enviado para a Pontifícia Academia dos Nobres Eclesiásticos de Roma, que frequentou de 1782 a 1791. Recebeu o grau in utroque iure do Colégio dos Protonotários de Roma em 21 de março de 1784. Exerceu como assistente de estudos de Nicola Acciaiuoli, auditor da Sacra Romana Rota para Ferrara.
Durante a ocupação francesa de Roma (1798-99 e 1809-14) residiu na Romagna. Em 1798 assumiu a profissão de advogado em Imola, que exerceu até a restauração do legítimo governo papal. Em 1814 tornou-se conselheiro de Forlì. Ingressou na Cúria Romana com a nomeação de Sua Santidade como prelado doméstico em 5 de maio de 1818 e dois dias depois foi nomeado referendo da Assinatura Apostólica. Em 19 de novembro do mesmo ano foi nomeado auditor da Sacra Romana Rota de Ferrara, tomando posse em 8 de julho do ano seguinte. Em 28 de março de 1822 tornou-se relator da Sagrada Congregação para a imunidade eclesiástica. Em 10 de março de 1823 foi nomeado secretário da Sagrada Congregação do Concílio de Trento e da residência dos bispos; mas para esses cargos ele teve que renunciar ao cargo de auditor da Rota. Foi examinador de bispos em direito canônico desde 7 de novembro de 1823. O papa Leão XII também o nomeou cônego do Vaticano.
Em 28 de fevereiro de 1824, quando já tinha 64 anos, recebeu a ordenação sacerdotal. Menos de dois anos depois, em 19 de dezembro de 1825, foi nomeado bispo de Orvieto e consagrado em 15 de janeiro do ano seguinte pelo cardeal Pietro Francesco Galleffi, bispo de Albano e camareiro de Santa Romana Chiesa, co-consagradores Giuseppe della Porta Rodiani , patriarca titular de Constantinopla e vice-gerente de Roma e Filippo Filonardi, arcebispo titular de Atenas e esmola pontifício.
Sua rápida ascensão foi coroada no consistório de 15 de dezembro de 1828, realizado apenas para ele, no qual o papa Leão XII o fez cardeal; recebeu o chapéu em 28 de dezembro do mesmo ano e o título de Santa Prassede em 21 de maio do ano seguinte. Participou do conclave de 1829, no qual foi eleito o Papa Pio VIII e do conclave de 1830-1831, no qual foi eleito o Papa Gregório XVI. Após a divisão da Secretaria de Estado em duas secções, a 20 de Fevereiro de 1833, Gregório XVI nomeou-o Secretário de Estado da Administração Interna e, pouco depois, Prefeito da Sagrada Consulta, da Congregação Lauretana e da Congregação da Saúde. Em 13 de abril de 1833 renunciou à sua diocese.
Em 18 de fevereiro de 1839 optou pela ordem dos cardeais bispos e tornou-se bispo de Sabina, mantendo o título de Santa Prassede em comenda. Por motivos de saúde, na casa dos oitenta anos, renunciou aos cargos na Secretaria de Estado, mas em 22 de dezembro de 1840 foi nomeado prefeito da Assinatura Apostólica. Por mais de sete anos ele desempenhou um papel central na administração do Estado Pontifício..  
Ele morreu em 25 de abril de 1841 em Roma, aos 80 anos. O corpo foi exposto na igreja de San Marcello e depois foi sepultado na de Santa Prassede.